# Georges Claisse
Pour les articles homonymes, voir Claisse.
Georges Claisse, né le 11 janvier 1941 dans le 8e arrondissement de Paris et mort le 15 novembre 2021 dans le 18e arrondissement de Paris, est un acteur, directeur artistique et scénariste français,.

## Biographie

### Enfance
Goar Georges Claisse naît le 11 janvier 1941 à Paris 8e.

### Carrière à l'écran et sur les planches
Georges Claisse partage essentiellement sa carrière entre la France et l’Allemagne. Il a joué près d’une trentaine de pièces de théâtre, tourné environ vingt-cinq films pour le cinéma et a tenu des rôles principaux dans plusieurs dizaines de téléfilms ou séries télévisées.
Après des petits rôles dans Paris brûle-t-il ? et La Nuit des généraux, Michel Deville lui offre son premier grand rôle au cinéma en 1969 avec le rôle de Stéphane dans L'Ours et la Poupée. Cela a suivi dans les années 1970, entre autres, Nous n'irons plus au bois, Raphaël ou le Débauché, Laisse aller... c'est une valse, Les grands moyens. À partir des années 1970, Claisse a également été fréquemment vu dans des productions cinématographiques et télévisuelles allemandes. Dans les années 1990, il joue aux côtés de Nathalie Baye dans La voix, aux côtés de Marie-Christine Barrault dans Les maîtresses de mon mari et dans le rôle du mari perdu de Claude Jade, qui revient après vingt ans, dans Porté disparu de Jacques Richard. À partir de 1998, Georges Claisse était dans la série télévisée allemande T.E.A.M. Berlin dans le rôle de Georg Paulsen.
En plus de l’allemand, il parle couramment l’anglais et l'italien, ce qui lui permet de tourner dans plusieurs coproductions internationales.
Sportif, skieur et grimpeur, il a tourné de nombreux films et séries de montagne comme Mort d'un guide, Le Miroir 2000 ou encore  Le Fils du ciel.
Son dernier rôle devant la caméra est celui du maréchal Philippe Pétain dans le téléfilm Laval, le collaborateur de Laurent Heynemann diffusé en novembre 2021.

### Radio et doublage
On entend régulièrement Georges Claisse à la radio sur les ondes de France Culture dans les émissions Les Nouveaux Chemins de la connaissance, depuis 2012 Le Gai Savoir, Les nouveaux chemins de la philosophie, ainsi que sur France Inter où il alterne pièces radiophoniques et lectures de textes.
Notamment actif dans le doublage, il est entre autres la voix française régulière de Bill Nighy, Bruno Ganz ainsi qu'une des voix de Ed Harris, Albert Finney, Anthony Hopkins et James Caan. Il est aussi la voix française de Ian McDiarmid dans la saga Star Wars à partir de 1999.
Dans l'animation, il prête notamment sa voix pour la version francophone à deux personnages des films du Studio Ghibli : Archimage Épervier dans Les Contes de Terremer et Castorp dans Le vent se lève.

### Vie privée
Georges Claisse a été marié deux fois, dont à l'actrice italienne Laura Morante et est le père de trois enfants : Stanley Claisse, Thibault Claisse et Agnese Claisse.

### Mort
Il meurt le 15 novembre 2021 à Paris 18e à l'âge de 80 ans,.

## Théâtre
- Horace (Corneille) mise en scène Jacques Reynier
- 29° à l’ombre (Labiche) mise en scène Jacques Reynier
- Britannicus (Racine)
- Les Fourberies de Scapin (Molière)
- Voulez-vous jouer avec moâ ? (Marcel Achard)
- Amal ou la lettre du roi (Rabindranath Tagore) mise en scène Pierre Valde
- Tartuffe (Molière) mise en scène Pierre Valde
- La Rose tatouée (Tennessee Williams) mise en scène  Pierre Valde
- Histoire de rire (Armand Salacrou) mise en scène Raoul Guillet
- Oreste (Alfieri) mise en scène Jean-Pierre Miquel
- Cœur à cuir  (Audiberti) -Jacques Cœur- mise en scène Maurice Chateau
- La Putain respectueuse (Sartre) mise en scène Daniel Ceccaldi
- Les fausses confidences (Marivaux) -Dorante- mise en scène Dominique Leverd
- Phèdre (Racine) -Thésée-  Carré Silvia Monfort mise en scène Jean Rougerie
- Qui a peur de Virginia Woolf ? (Albee) mise en scène Raymond Gérôme
- Le Gardien (Pinter) -Aston- av. Jacques Dufilho mise en scène Raymond Gérôme
- Célimène et le cardinal  (Vienna’s english theatre) mise en scène Paul Verdier
- Le Misanthrope (Alceste) mise en scène François Perrot
- Les Exaltés (Robert Musil) mise en scène Patrick Haggiag au théâtre de Gennevilliers
- Trait d’Union  (Frank Bertrand) mise en scène  Albert-André Lheureux théâtre Mouffetard
- 1968 : Le Malade imaginaire de Molière, mise en scène Pierre Valde, théâtre de Colombes
- 1967 : Vassa Geleznova de Maxime Gorki, mise en scène Pierre Valde, théâtre de Colombes
- 1967 : Le Cid de Corneille, mise en scène Pierre Valde, théâtre de Colombes
- 1976 : Boeing Boeing de Marc Camoletti, mise en scène Christian-Gérard, tournée Baret : Bernard
- 2001 La Trilogie du Revoir (Botho Strauss) mise en scène Patrick Haggiag au théâtre de Gennevilliers
- 2002 Freigeist  - Le Libertin (Éric-Emmanuel Schmitt) mise en scène Marek Gierszal au Theater am Kurfürstendamm, Berlin puis Winterhuder Fährhaus, Hambourg
- 2005 : Trois semaines après le Paradis (Israel Horovitz), mise en scène Déborah Münzer
- 2009 : Oncle Vania d’Anton Tchekhov, mise en scène Claudia Stavisky, théâtre des Bouffes du Nord, théâtre du Gymnase, théâtre national de Nice, théâtre des Célestins, tournée
- 2011 : Hamlet (William Shakespeare) ; mise en scène Jean-Luc Revol aux Fêtes nocturnes de Grignan
- 2012 : Spinoza, la solitude du sage

## Filmographie

### Cinéma
- 1966 : Paris brûle-t-il ? de René Clément
- 1966 : Nouveau journal d'une femme en blanc de Claude Autant-Lara
- 1966 : Les compagnons de Jérusalem
- 1968 : Nous n'irons plus au bois de Georges Dumoulin
- 1969 : Élise ou la Vraie Vie de Michel Drach
- 1970 : L'Ours et la Poupée de Michel Deville
- 1970 : Laisse aller... c'est une valse ! de Georges Lautner: Reuter
- 1971 : Raphaël ou le Débauché de Michel Deville
- 1975 : Soldat Duroc, ça va être ta fête de Michel Gérard
- 1976 : Les Grands Moyens de Hubert Cornfield : Jacques Desvaux, l'adjoint du commissaire
- 1978 : De l'enfer à la victoire d'Umberto Lenzi
- 1979 : Charles et Lucie de Nelly Kaplan
- 1982 : Cinq Jours, ce printemps-là de Fred Zinnemann
- 1983 : Garçon ! de Claude Sautet
- 1983 : Les Maîtres du soleil de Jean-Jacques Aublanc
- 1984 : Le Sang des autres de Claude Chabrol
- 1985 : À fleur de mer de João César Monteiro
- 1987 : La Brute de Claude Guillemot
- 1989 : L'Otage de l'Europe de Jerzy Kawalerowicz
- 1989 : Parigi, Roma, Barcelona d'Italo Spinelli
- 1989 : Le Raccourci de Giuliano Montaldo
- 1990 : Corps perdus d'Eduardo de Gregorio
- 1990 : Brevi tracce di vita amorosa de Peter Del Monte
- 1992 : La Voix de Pierre Granier-Deferre
- 1994 : Kabloonak de Claude Massot
- 1994 : Fast de Dante Desarthe
- 1995 : Ich erzähle mir einen Mann de Marie Noël
- 2003 : Malabar Princess de Gilles Legrand
- 2012 : La Cerise sur le gâteau de Laura Morante : le psy d'Antoine

### Télévision
- 1965 : Les Jeunes Années, épisode 15 de Joseph Drimal : Hervieux, un élève de Daumier (non crédité)
- 1965 : La Fabrique du roi de Georges Lacombe
- 1966 : Rouletabille, Rouletabille chez le Tsar de Jean-Charles Lagneau
- 1966 : Sud - de Julien Green de Roger Gillioz
- 1967 : Le pays où l’on n’arrive jamais de Robert Mazoyer
- 1967 : Fortune d'Henri Colpi
- 1967 : Aurelien de Michel Favart
- 1967 : Mars, mission accomplie d'Edmond Tyborowski
- 1968 : Provinces (émission "la Clairière aux grives"), réalisation de Robert Mazoyer
- 1969 : Une femme à aimer - Série en 60 épisodes - de Robert Guez et Roger Gillioz
- 1969 : Le rendez-vous avec quelqu’un de Jean-Paul Carrère
- 1969 : La Librairie du soleil de Diego Fabbri : d'Edmond Tyborowski) - Rôle de Lucas -
- 1969-1970 : Le Miroir 2000 - feuilleton 10 épisodes d'1 h de François Villiers
- 1970-1971 : Die rote Kapelle - L'orchestre rouge - 7 × 1 h de Franz Peter Wirth
- 1971-1972 : Le Fils du ciel - feuilleton 30 épisodes - d'Alain Dhénaut
- 1971-1972 : Cœur à cuir  - Jacques Cœur Audiberti - de Maurice Chateau
- 1971-1973 : Benjowski  6 × 1 h de Fritz Umgelter
- 1972-1974 : Schulmeister, l'espion de l'empereur (rôle de Tchernitchef)
- 1974 : La Putain respectueuse d'André Flédérick
- 1974 : L'Homme de sable de Jean-Paul Carrère
- 1975 : La Ligne de démarcation de Jacques Ertaud
- 1975 : Mort d'un guide de Jacques Ertaud
- 1976 : Les Lavandes : Les lavandes et le réséda de Jean Prat
- 1976 : Das Ende einer Karriere de Christa Maar
- 1977 : Moi présidente de Claude de Givray
- 1978 : Les Lavandes : Les lavandes et la liberté de Jean Prat
- 1978 : Les Lavandes : Bataille pour les lavandes de Jean Prat
- 1979 : Das kommt davon wenn man verreist de Fritz Umgelter
- 1980 : Histoires extraordinaires : Ligeia de Maurice Ronet
- 1980 : La Banqueroute de Law de Jean-François Delassus
- 1981 : Les Cinq Dernières Minutes d'Éric Le Hung, épisode Le Retour des coulons
- 1981 : L’armistice de juin 40 d'Hervé Baslé
- 1982 : Les Prédateurs de Jeanne Labrune
- 1983 : Das Gespinst d'Ilse Hoffmann TV allemande
- 1984 : A song for Europe de John Goldschmidt TV anglaise
- 1985 : Music- hall de Marcel Bluwal, 2 × 90 min)
- 1986 : Les ténèbres recouvrent la terre, 3 × 1 h de Stanislav Barabáš, coprod. A2-NDR-RTP
- 1988 : Soko brigade des stups, XIV Staffel TV allemande
- 1989 : Frei zum Abschuß, épisode Der Leibwächter de Manfred Grunert TV allemande
- 1989 : Le Front dans les nuages de Paul Vecchiali
- 1990 : Jolly Joker TV allemande
- 1991 : Nestor Burma, épisode Corrida aux Champs Élysées d'Henri Helman
- 1991 : À la vie, à l’amour d'Étienne Périer
- 1994 : Les Maîtresses de mon mari de Christiane Lehérissey
- 1994 : Porté disparu de Jacques Richard
- 1995 : Die letzte Fahrt der Ahanti Star de Werner Masten TV allemande
- 1996 : Schwurgericht de Detlef Röntfeld  TV allemande
- 1996 : Der Kapitän, épisode Auf der Flucht d'Erhard Riedlsperger TV allemande
- 1997 : Julie Lescaut, épisode Cellules mortelles de Charlotte Brändström TF 1
- 1997 : Team Berlin, épisode Feurtaufe de Gregor Schnitzler TV allemande  Z.D.F. & M6 (France)
- 1998 : 25 degrés sud , épisode 26x52’ d'Éric Summer TF 1
- 1998 : Team Berlin, épisode Tödliche Winde de Gregor Schnitzler Z.D.F.
- 1999 : Team Berlin, épisode Der Kreuzzug de Peter Fratzscher Z.D.F.
- 2000 : Team Berlin, épisode Der Verrat d'Ulrich Zrener Z.D.F.
- 2000 : Motorrad Cops de Lulu Binder TV allemande R.T.L.
- 2000 : Drehkreuz Airport de Werner Masten TV allemande
- 2000 : S.O.S. Barracuda, épisode Liebesgrüße aus Palma TV allemande
- 2002 : Nach so vielen Jahren de Marek Gierszal TV allemande
- 2003 : Malone de Franck Appréderis
- 2004 : Ferienarzt
- 2004 : Kanzleramt d'H.C. Blumenberg
- 2005 : Joseph, téléfilm de Marc Angelo TF1 - rôle : Leenhardt
- 2006 : Fabien Cosma, épisode Le grain de sable de Bruno Gantillon France 3
- 2006 : Monsieur Léon de Pierre Boutron TF1
- 2007 : Marie Humbert, le secret d'une mère de Marc Angelo TF1
- 2007 : Les Oubliées d'Hervé Hadmar FR3
- 2007 : Le juge est une femme, épisode Les Diamants du Palais (premier épisode de la sixième saison, diffusé en octobre 2007 sur la chaîne française TF1, de René Manzor
- 2007-2008 : En toute amitié TV allemande - interprète de Gerald Fresemann
- 2009 : Romy Schneider (Romy) de Torsten Fischer de Claude Sautet
- 2010 : Bartleby - Geschichte der Wall Street d'Andreas Honneth
- 2011 : Le Temps du silence de Franck Appréderis
- 2012 : Nyauhach d'Artem Litvinenko
- 2014 : Begierde - Mord im Zeichen des Zen de Brigitte Maria Bertele
- 2015 : Le Jour de vérité d'Anna Justice – Claisse
- 2021 : Laval, le collaborateur de Laurent Heynemann : le maréchal Philippe Pétain

## Doublage
Pratiquant le doublage, il est notamment la voix française régulière de Bill Nighy, Bruno Ganz et Ian McDiarmid ainsi qu'une des voix d'Ed Harris, Anthony Hopkins, Alan Alda, Bruce Dern, James Caan ou encore Albert Finney. Dans l'animation, il est notamment la voix de l'Archimage Epervier dans Les Contes de Terremer, de Numéro 1 dans Numéro 9 et de Finnis Everglot dans Les Noces funèbres.
Dans le jeu vidéo, il est connu pour être la voix de l'amiral Steven Hackett dans la trilogie Mass Effect, du Lord Régent Hiram Burrows dans Dishonored, du Guide dans la saga Destiny, ou encore, celle du haut-roi Émeric dans The Elder Scrolls Online.

### Cinéma

#### Films
- Bill Nighy dans (21 films) :
  - Underworld (2003) : Viktor
  - H2G2 : le Guide du voyageur galactique (2005) : Slartibartfast
  - The Constant Gardener (2005) : Sir Bernard Pellegrin
  - Underworld 2 : Évolution (2006) : Viktor
  - Pirates des Caraïbes : Le Secret du coffre maudit (2006) : Davy Jones
  - Chronique d'un scandale (2006) : Richard Hart
  - Stormbreaker (2006) : Alan Blunt
  - Pirates des Caraïbes : Jusqu'au bout du monde (2007) : Davy Jones
  - Hot Fuzz (2007) : l'inspecteur chef Kenneth
  - Walkyrie (2008) : Friedrich Olbricht
  - Good Morning England (2009) : Quentin
  - Underworld 3 : Le Soulèvement des Lycans (2009) : Viktor
  - Mission-G (2009) : Leonard Saber
  - Petits Meurtres à l'anglaise (2010) : Victor Maynard
  - Harry Potter et les Reliques de la Mort, partie 1 (2010) : Rufus Scrimgeour
  - La Colère des Titans (2012) : Héphaïstos
  - Total Recall : Mémoires programmées (2012) : Mathias Lair
  - Jack le chasseur de géants (2013) : Général Fallon, le géant à deux têtes
  - I, Frankenstein (2014) : Naberius
  - La British Compagnie (2016) : Arthur Wilson
  - Goodbye (2019) : Edward
- Ed Harris dans (10 films) :
  - Les Pleins Pouvoirs (1997) : Seth Frank
  - The Truman Show (1998) : Christof
  - Pollock (2000) : Jackson Pollock
  - Radio (2003) : Coach Jones
  - Copying Beethoven (2006) : Ludwig van Beethoven
  - Appaloosa (2008) : Virgil Cole
  - Les Chemins de la liberté (2011) : Monsieur Smith
  - Dos au mur (2012) : David Englander
  - L'Exception à la règle (2016) : M. Brandford
  - Mother! (2017) : L'Homme
- Bruno Ganz dans (9 films) :
  - La Chute (2004) : Adolf Hitler
  - Un crime dans la tête (2004) : Delp
  - The Reader (2008) : Professeur Rohl
  - La Bande à Baader (2008) : Horst Herold
  - Sans identité (2011) : Ernst Jürgen
  - Cartel (2011) : le diamantaire
  - Un train de nuit pour Lisbonne (2013) : Jorge O'Kelly
  - The Party (2017) : Gottfried
  - Une vie cachée (2019) : Le juge Lueben
- Ian McDiarmid dans (6 films) :
  - Star Wars, épisode V : L'Empire contre-attaque (1980[5]) : l'empereur Palpatine / Dark Sidious
  - Star Wars, épisode I : La Menace fantôme (1999) : le sénateur Palpatine
  - Star Wars, épisode II : L'Attaque des clones (2002) : le chancelier Palpatine / Dark Sidious
  - Star Wars, épisode III : La Revanche des Sith (2005) : le chancelier Palpatine / Dark Sidious
  - The Lost City of Z (2017) : Sir George Goldie
  - Star Wars, épisode IX : L'Ascension de Skywalker (2019) : Palpatine / Dark Sidious
- Bruce Dern dans (6 films) :
  - Django Unchained (2013) : Curtis Carrucan
  - Nebraska (2013) : Woody Grant (versions cinéma et DVD)
  - Les Huit Salopards (2016) : Le général confédéré Sanford Smithers
  - Nos âmes la nuit (2017) : Dorlan Becker
  - Undercover : Une histoire vraie (2018) : Ray Wershe
  - Once Upon a Time... in Hollywood (2019) : George Spahn
- Donald Sutherland dans (5 films) :
  - La Disparition (1977) : Jay Mallory
  - Panic (2000) : Michael
  - Retour à Cold Mountain (2003) : le révérend Monroe
  - L'Échappée belle (2017) : John Spencer
  - Ad Astra (2019) : le colonel Pruitt
- Alan Alda dans (4 films) :
  - Ce que veulent les femmes (2000) : Dan Wanamaker
  - Aviator (2004) : Ralph Owen Brewster
  - Renaissance d'un champion (2007) : Ralph Metz
  - Le Pont des espions (2015) : Thomas Watters
- Sam Shepard dans :
  - Hamlet (2000) : le Spectre
  - Bandidas (2006) : Bill Buck
  - Fair Game (2010) : Sam Plame
  - Un été à Osage County (2013) : Beverly Weston
- Anthony Hopkins dans (4 films) :
  - La Couleur du mensonge (2003) : Coleman Silk
  - Sexy Devil (2007) : Daniel Webster
  - Wolfman (2010) : Sir John  Talbot
  - 360 (2012) : John
- Albert Finney dans :
  - Erin Brockovich, seule contre tous (2000) : Ed Masry
  - Une grande année (2006) : l'oncle Henry
  - 7 h 58 ce samedi-là (2006) : Charles
- Bernard Hill dans : 
  - Gothika (2003) : Phil Parsons
  - La Plus Belle Victoire (2004) : Edward Colt
  - Dark World (2008) : Peter Esser / l'individu
- Pete Postlethwaite dans :
  - Dark Water (2005) : M. Veeck
  - La Malédiction (2006) : le Père Brennan
  - Solomon Kane (2010) : William Crowthorn
- John Hurt dans :
  - V pour Vendetta (2005) : Adam Sutler
  - The Limits of Control (2009) : l'homme avec la guitare
  - Only Lovers Left Alive (2013) : Marlowe
- James Caan dans :
  - Middle Men (2010) : Jerry Hagerty
  - Blood Ties (2013) : Leon Pierzynski
  - Holy Lands (2019) : Harry
- Chelcie Ross dans :
  - Un plan simple (1999) : Carl
  - Intuitions (2001) : Kenneth King
- Tom Wilkinson dans :
  - Chevauchée avec le diable (1999) : Orton Brown
  - Eternal Sunshine of the Spotless Mind (2004) : Dr Howard Mierzwiak
- Robert John Burke dans :
  - Trouble Jeu (2005) : Steven
  - Miracle à Santa Anna (2008) : le général Ned Almond
- Dick Van Dyke dans :
  - La Nuit au musée (2006) : Cecil « C.J. » Fredericks
  - La Nuit au musée : Le Secret des Pharaons (2015) : Cecil « C.J. » Almonds
- Armin Mueller-Stahl dans :
  - L'Enquête (2009) : Wilhelm Wexler
  - Anges et Démons (2009) : le cardinal Strauss
- David Rintoul dans :
  - The Ghost Writer (2010) : L'étranger
  - HHhH (2017) : le général Wagner
- Terence Stamp dans :
  - L'Agence (2011) : Thompson
  - Art of the Steal (2013) : Samuel Winter
- Ronald Pickup dans :
  - Indian Palace (2012) : Norman Cousins
  - Indian Palace : Suite royale (2015) : Norman Cousins
- Henry Goodman dans :
  - Captain America : Le Soldat de l'hiver (2014)  : Dr List
  - Avengers : L'Ère d'Ultron (2015) : Dr List
- Jaime Vadell dans :
  - El club (2015) : père Silva
  - Neruda (2016) : Arturo Alessandri Palma
- Christopher Plummer dans :
  - Tout l'argent du monde (2017) : J. Paul Getty
  - À couteaux tirés (2019) : Harlan Thrombey
- 1969[6] : Au service secret de Sa Majesté : Marc-Ange Draco (Gabriele Ferzetti)
- 1979[7] : Apocalypse Now : Le général Corman (G. D. Spradlin)
- 1980 : Raging Bull : Salvy Batts (Frank Vincent)
- 1983 : Dead Zone : Shérif Bannerman (Tom Skerritt)
- 1984 : Top secret ! : Colonel Von Horst (Warren Clarke)
- 1992 : Une lueur dans la nuit : Franz Otto Dietrich (Liam Neeson)
- 1993 : Tombstone : Shérif John Behan (Jon Tenney)
- 1994 : L'Affaire Pélican : Denton Voyles (James Sikking)
- 1995 : Power Rangers, le film : Ivan Ooze (Paul Freeman)
- 1997 : Speed 2 : Cap sur le danger : John Geiger (Willem Dafoe)
- 1997 : Turbulences à 30000 pieds : Sinclair (John Finn)
- 1997 : Le Collectionneur : Chef Hatfield (Brian Cox)
- 1999 : Haute Voltige : Hector Cruz (Will Patton)
- 1999 : Cookie's Fortune : Shérif Billy Cox (Danny Darst)
- 1999 : En direct sur Edtv : Henry Pekurny (Dennis Hopper)
- 1999 : Stigmata : Cardinal Daniel Houseman (Jonathan Pryce)
- 1999 : L'Œuvre de Dieu, la part du Diable : Dr Wilbur Larch (Michael Caine)
- 1999 : Pearl Harbor : Chester W. Nimitz (Graham Beckel)
- 2000 : L'Enfer du devoir : un commandant de l'ARG (David Graf)
- 2002 : Terre Neuve : Bayonet Melville (Larry Pine)
- 2002 : La Somme de toutes les peurs : Richard Dressler (Alan Bates)
- 2003 : Le Purificateur : Driscoll (Peter Weller)
- 2003 : Terminator 3 : Le Soulèvement des machines : Dr Peter Silberman (Earl Boen)
- 2003 : Johnny English : Pegasus (Tim Pigott-Smith)
- 2003 : Le Gardien du manuscrit sacré : Strucker (Karel Roden)
- 2004 : Alexandre : Parmenion (John Kavanagh)
- 2004 : Nous étions libres : Charles Bessé (Steven Berkoff)
- 2004 : Neverland : Charles Frohman (Dustin Hoffman)
- 2004 : Le Jour d'après : le vice-président Raymond Becker (Kenneth Welsh)
- 2005 : Truman Capote : Marshall Krutsch (Marshall Bell)
- 2005 : Rencontres à Elizabethtown : Dale Baylor (Loudon Wainwright III)
- 2005 : Kingdom of Heaven : Saladin (Ghassan Massoud)
- 2005 : Mémoires d'une geisha : le colonel Derricks (Ted Levine)
- 2006 : Superman Returns : Perry White (Frank Langella)
- 2007 : Pathfinder : Pathfinder (Russell Means)
- 2007 : Michael Clayton : M. Verne (Robert Prescott)
- 2007 : Erik Nietzsche, mes années de jeunesse : le narrateur (Lars von Trier)
- 2008 : Australia : "King" Carney (Bryan Brown)
- 2008 : Burn After Reading : Chirurgien esthétique (Jeffrey DeMunn)
- 2008 : L'Œil du mal : William Shaw (William Sadler)
- 2008 : Le Garçon au pyjama rayé : Pavel (David Hayman)
- 2009 : Une arnaque presque parfaite : Diamon Dog (Maximilian Schell)
- 2009 : Millénium 3 : La Reine dans le palais des courants d'air : Fredrik Clinton (Lennart Hjulström)
- 2010 : Another Year : Ronnie (David Bradley)
- 2010 : Le Discours d'un roi : Neville Chamberlain (Roger Parrott)
- 2011 : De l'eau pour les éléphants : Camel (Jim Norton)
- 2011 : La Défense Lincoln : Cecil Dobbs (Bob Gunton)
- 2011 : X-Men : Le Commencement : William Stryker Sr. (Don Creech)
- 2011 : L'Affaire Rachel Singer : Dieter Vogel (Jesper Christensen)
- 2011 : Priest : Monsignor Chamberlain (Alan Dale)
- 2011 : La Couleur des sentiments : Robert Phelan (Brian Kerwin)
- 2011 : Cheval de guerre : Médecin de l'armée (Liam Cunningham)
- 2011 : La Maison des ombres : Révérend Hugh Purslow (John Shrapnel)
- 2012 : Quartet : Reggie Paget (Tom Courtney)
- 2012 : Sous surveillance : Mac Mcleod (Sam Elliott)
- 2012 : Hannah Arendt : William Shawn (Nicholas Woodeson)
- 2013: L'Extravagant Voyage du jeune et prodigieux T. S. Spivet : le conférencier (Mairtin O'Carrigan)
- 2013 : The Grandmaster : Maître Gong Baosen (Qingxiang Wang)
- 2013 : Zulu : De Beer (Reghart Van Den Bergh)
- 2013 : Jack Reacher : le Zec (Werner Herzog)
- 2013 : Inside Llewyn Davis : Bud Grossman (F. Murray Abraham)
- 2013 : 47 Ronin : Lord Asano (Min Tanaka)
- 2014 : Gone Girl : Rand Elliott (David Clennon)
- 2014 : Dallas Buyers Club : Richard Barkley (Michael O'Neill)
- 2015 : Imitation Game : le directeur (Laurence Kennedy)
- 2015 : Kingsman : Services secrets : le premier ministre suédois (Bjørn Floberg)
- 2015 : Youth : Mick Boyle (Harvey Keitel)
- 2017 : Song to Song : le père de Faye (Brady Coleman)
- 2018 : Downsizing : Konrad, le compagnon de Dusan (Udo Kier)
- 2018 : Tel père : Leonard (Anthony Laciura)
- 2018 : Kursk : l'amiral Petrenko (Max von Sydow)
- 2018 : Silvio et les autres : Crepuscolo (Roberto Herlitzka)
- 2019 : Doctor Sleep : papy Fleck (Carel Struycken)
- 2020 : Mon grand-père et moi : Jerry (Christopher Walken)
- 2020 : Falling : Willis Peterson (Lance Henriksen)

#### Films d'animation
- 2004 : Ghost in the Shell 2: Innocence : Kim[8]
- 2005 : Les Noces funèbres : Finnis Everglot[9]
- 2006 : Les Contes de Terremer : Archimage Epervier
- 2007 : Tous à l'Ouest : ? (création de voix)
- 2008 : Star Wars: The Clone Wars : le chancelier Palpatine[10]
- 2009 : Numéro 9 : Numéro 1[11]
- 2013 : Le vent se lève : Castorp
- 2018 : Claude Monet - L'Obsession des nymphéas : Claude Monet (court métrage, création de voix)[12]
- 2019 : L'Extraordinaire voyage de Marona : le grand-père de Solange (création de voix)
- 2020 : Lego Star Wars : Joyeuses Fêtes : l'Empereur Palpatine[13]

### Télévision

#### Téléfilms
- James Caan dans :
  - L'Incroyable Madame Ritchie (2004) : Harry Dewitt
  - Une femme de cran (2008) : Salvatore Palmeri
  - Attirance interdite (2015) : M. Earnshaw
- Bill Nighy dans : 
  - Page Eight (2011) : Johnny Worricker
  - Turks and Caicos (2014) : Johnny Worricker
  - Salting the Battlefield (2014) : Johnny Worricker
- 1996 : Le Berceau de la vengeance : Dr Milton Shaw (Tom Butler)
- 2001 : Conspiration : Friedrich Wilhelm Kritzinger (David Threlfall)

#### Séries télévisées
- James Caan dans :
  - Las Vegas (2003-2008) : Ed Deline
  - Preuve à l'appui (2004) : Ed Deline
  - Hawaii 5-0 (2012) : Tony Archer
- Scott Glenn dans :
  - Daredevil (2015-2016) : Stick
  - The Defenders (2017) : Stick
  - Castle Rock (2018) : Alan Pangborn
- Raymond J. Barry dans :
  - Ray Donovan (2016) : Dmitri
  - Shooter (2018) : August Russo
- 2006 : Magnitude 10,5 : L'Apocalypse : Earl Hill (Frank Langella) (mini-série)
- 2009-2012 : Fringe : le professeur William Bell (Leonard Nimoy)
- 2009 : Heroes : Joseph Sullivan (Andrew Connolly)
- 2009 : Kings : le roi Vesper Abaddon (Brian Cox)
- 2010-2013 : Boardwalk Empire : Eddie Kessler (Anthony Laciura)
- 2011 : Desperate Housewives : le père Dugan (Sam McMurray)
- 2011 : Person of Interest : Ulrich Kohl (Alan Dale)
- 2011 : The Good Wife : Daniel Clove (Bill Camp)
- 2013 : Da Vinci's Demons : Sixte IV (James Faulkner)
- 2013 : Rectify : le sénateur Roland Foulkes (Michael O'Neill)
- 2013-2017 : Game of Thrones : Walder Frey (David Bradley) (2e voix, saisons 3 à 7)
- 2014 : Querelles de clocher : Gottfried Häberle (Christian Pätzold)
- 2014-2015 : Bankerot : Kurt Hfjot (Finn Nielsen)
- 2015 : Marvel : Les Agents du SHIELD : Dr List (Henry Goodman)
- 2015 : Jordskott : Olof Gran (Hans Mosesson)
- 2015-2021 : Trapped : Eiríkur (Þorsteinn Gunnarsson)
- 2016-2019 : The OA : Abel Johnson (Scott Wilson)
- 2016 : Esprits criminels : Chazz Montolo (Lance Henriksen)
- 2016-2020 : The Ranch : Dale (Barry Corbin)
- 2018 : Britannia : le roi Pellenor (Ian McDiarmid)
- 2018 : Témoin indésirable : Léo Argyll (Bill Nighy) (mini-série)
- 2019 : Watchmen : Will Reeves (Louis Gossett Jr.)
- 2019 : Mr. Mercedes : John Rothstein  (Bruce Dern) (saison 3)
- 2020 : Queen Sono : le président Magoro [Qui ?]

#### Séries d'animation
- 2003-2005 : Star Wars: Clone Wars : le chancelier Palpatine / Dark Sidious
- 2008-2013 : Star Wars: The Clone Wars : le chancelier Palpatine / Dark Sidious
- 2015-2018 : Star Wars Rebels : l'Empereur Palpatine / Dark Sidious
- 2016-2017 : Star Wars : Les Aventures des Freemaker : l'Empereur Palpatine / Dark Sidious[13]
- 2021 : Star Wars: The Bad Batch : l'Empereur suprême Palpatine / Dark Sidious (1re voix)

### Jeux vidéo
- 2005 : Quake 4 : le technicien Strauss
- 2008 : Mass Effect : l'amiral Steven Hackett[14]
- 2010 : Mass Effect 2 : l'amiral Steven Hackett / l'Augure[14]
- 2010 : Rage : Maire Redstone
- 2011 : Call of Juarez: The Cartel : Ben McCall
- 2011 : Driver: Renegade : le sénateur Ballard
- 2012 : Dishonored : Hiram Burrows
- 2012 : Mass Effect 3 : l'amiral Steven Hackett/l'Augure[14]
- 2012 : Neverwinter Nights 2 : Garius le ténébreux
- 2013 : Disney Infinity : Davy Jones[15]
- 2014 : Destiny : le guide[15]
- 2014 : The Elder Scrolls Online : le haut-roi Émeric[15]
- 2015 : Star Wars Battlefront : l'Empereur Palpatine
- 2015 : The Elder Scrolls Online: Tamriel Unlimited : le haut-roi Émeric[15]
- 2016 : The Witcher 3: Wild Hunt - Blood and Wine : Gaunter de Meuré[16]
- 2016 : Lego Star Wars : Le Réveil de la Force : l'Empereur Palpatine
- 2017 : Destiny 2 : le guide[15]
- 2017 : Elder Scrolls Online: Morrowind : le haut-roi Émeric[15]
- 2017 : For Honor : le jarl Stigandr
- 2017 : Star Wars Battlefront II : l'Empereur Palpatine
- 2017 : Wolfenstein II: The New Colossus : Adolf Hitler
- 2018 : Thronebreaker: The Witcher Tales : le comte Caldwell
- 2019 : Star Wars Jedi: Fallen Order : l'Empereur Palpatine / Dark Sidious
- 2019 : Tom Clancy's Ghost Recon Breakpoint : Leon Fairrow dit « le Stratège » (DLC Deep State)
- 2022 : Lego Star Wars : La Saga Skywalker : l'Empereur Palpatine / Dark Sidious

### Direction artistique
- 1989 : Le Triomphe de Babar[17]
- 1989 : Voyage à Melonia

### Voix off

#### Livre audio
- Paradoxe sur le comédien de Denis Diderot (en duo avec Jean-Philippe Albizzati)

## Scénariste
- Les ténèbres recouvrent la terre 3 × 1 h, coprod. A2, NDR (Allemagne), RTP (Portugal)
- 1986 L'Exil aux Hébrides, adaptation d’une pièce autrichienne de Gert Jonke (diffusé sur France Culture en 2001. À paraître aux éditions Verdier)